# Richard Philippe
Richard Philippe (ur. 10 stycznia 1990 w Valence, zm. 22 listopada 2018) – francuski kierowca wyścigowy.
Zginął 22 listopada 2018 w katastrofie helikoptera w Dominikanie

## Kariera

### Początki
Philippe rozpoczął karierę w wyścigach samochodowych w 2005 roku, od startów w Amerykańskiej Formule BMW. Zwyciężył tam w trzech wyścigach, a siedmiokrotnie stawał na podium. Uzbierane 151 punktów pozwoliło mu zdobyć tytuł mistrzowski serii. Rok później w Champ Car Atlantic Championship Powered by Mazda był piętnasty.

### Formuła Renault 3.5
Na sezon 2007 Francuz podpisał kontrakt z brytyjską ekipą Fortec Motorsport na starty w Formule Renault 3.5. W ciągu dziewięciu wyścigów nie zdołał jednak zdobyć punktów. Był 33 w klasyfikacji generalnej.

### Formuła 3
W 2008 roku Richard rozpoczął starty w Formule 3 Euroseries. Mimo że wystartował we wszystkich wyścigach, ani razu nie punktował.

## Statystyki
| Sezon | Seria                               | Zespół            | Wyścigi | Zwycięstwa | PP | NO | Podium | Punkty | Pozycja |
| ----- | ----------------------------------- | ----------------- | ------- | ---------- | -- | -- | ------ | ------ | ------- |
| 2005  | Amerykańska Formuła BMW             | Team Autotecnica  | 14      | 3          | 6  | 5  | 7      | 151    | 1       |
| 2006  | Champ Car Atlantic Powered by Mazda | Forsythe Racing   | 12      | 0          | 0  | 0  | 1      | 86     | 15      |
| 2007  | Formuła Renault 3.5                 | Fortec Motorsport | 10      | 0          | 0  | 0  | 0      | 0      | 33      |
| 2008  | Formuła 3 Euroseries                | Carlin Motorsport | 14      | 0          | 0  | 0  | 0      | 0      | 28      |
| 2008  | Formuła 3 Euroseries                | SG Formula        | 6       | 0          | 0  | 0  | 0      | 0      | 28      |
| 2008  | Masters of Formula 3                | Carlin Motorsport | 1       | 0          | 0  | 0  | 0      | N/A    | NS      |
| 2009  | Indy Lights                         | Genoa Racing      | 4       | 0          | 0  | 0  | 1      | 254    | 13      |
| 2009  | Indy Lights                         | Team PBIR         | 7       | 0          | 0  | 0  | 1      | 254    | 13      |

## Wyniki w Formule Renault 3.5
| Legenda oznaczeń w tabelach wyników Wyświetl szablon na nowej stronie | Legenda oznaczeń w tabelach wyników Wyświetl szablon na nowej stronie                                                                     |
| Oznaczenie                                                            | Wyjaśnienie |
| --------------------------------------------------------------------- | --- |
| Złoty                                                                 | Zwycięzca lub mistrzostwo |
| Srebrny                                                               | 2. miejsce lub wicemistrzostwo |
| Brązowy                                                               | 3. miejsce lub II wicemistrzostwo |
| Zielony                                                               | Ukończył, punktował (w klasyfikacji generalnej, gdy zdobył co najmniej jeden punkt na przestrzeni sezonu, poza trzema powyższymi opcjami) |
| Niebieski                                                             | Ukończył, nie punktował (w klasyfikacji generalnej, gdy nie zdobył co najmniej jednego punktu na przestrzeni sezonu)                      |
| Czerwony                                                              | Nie zakwalifikował się (NZ) |
| Czerwony                                                              | Nie prekwalifikował się (NPK) |
| Różowy                                                                | Nie ukończył (NU) |
| Różowy                                                                | Niesklasyfikowany (NS) (w klasyfikacji generalnej, gdy nie został sklasyfikowany w żadnym wyścigu sezonu)                                 |
| Czarny                                                                | Zdyskwalifikowany (DK) |
| Czarny                                                                | Wykluczony (WYK/EX) |
| Biały                                                                 | Nie wystartował (NW) |
| Biały                                                                 | Kontuzjowany (K/INJ) |
| Biały                                                                 | Wyścig odwołany (OD/C) |
| Bez koloru                                                            | Został wycofany (WYC/WD) |
| Bez koloru                                                            | Nie przybył (NP/DNA) |
| Bez koloru                                                            | Nie brał udziału w treningach (NT/DNP) |
| Bez koloru                                                            | Nie został zgłoszony (–) |
| Pogrubienie                                                           | Start z pole position |
| Kursywa                                                               | Najszybsze okrążenie wyścigu |
| †                                                                     | Nie ukończył, ale jego rezultat został zaliczony ze względu na przejechanie więcej niż 90% dystansu wyścigu.                              |
| *                                                                     | Sezon w trakcie |
| 1/2/3                                                                 | Punktowana pozycja w sprincie kwalifikacyjnym                                                                                             |
| Lista systemów punktacji Formuły 1                                    | |

| Rok  | Zespół            | Wyniki w poszczególnych eliminacjach | Wyniki w poszczególnych eliminacjach | Wyniki w poszczególnych eliminacjach | Wyniki w poszczególnych eliminacjach | Wyniki w poszczególnych eliminacjach | Wyniki w poszczególnych eliminacjach | Wyniki w poszczególnych eliminacjach | Wyniki w poszczególnych eliminacjach | Wyniki w poszczególnych eliminacjach | Wyniki w poszczególnych eliminacjach | Wyniki w poszczególnych eliminacjach | Wyniki w poszczególnych eliminacjach | Wyniki w poszczególnych eliminacjach | Wyniki w poszczególnych eliminacjach | Wyniki w poszczególnych eliminacjach | Wyniki w poszczególnych eliminacjach | Wyniki w poszczególnych eliminacjach | Punkty | Pozycja |
| ---- | ----------------- | ------------------------------------ | ------------------------------------ | ------------------------------------ | ------------------------------------ | ------------------------------------ | ------------------------------------ | ------------------------------------ | ------------------------------------ | ------------------------------------ | ------------------------------------ | ------------------------------------ | ------------------------------------ | ------------------------------------ | ------------------------------------ | ------------------------------------ | ------------------------------------ | ------------------------------------ | ------ | ------- |
| 2007 | Fortec Motorsport | ITA                                  | ITA                                  | DEU                                  | DEU                                  | MON                                  | HUN                                  | HUN                                  | BEL                                  | BEL                                  | GBR                                  | GBR                                  | FRA                                  | FRA                                  | PRT                                  | PRT                                  | ESP                                  | ESP                                  | 0      | 33      |
| 2007 | Fortec Motorsport | 17                                   | NU                                   | -                                    | -                                    | NZ                                   | 18                                   | 14                                   | NU                                   | NU                                   | -                                    | -                                    | -                                    | -                                    | 18                                   | 13                                   | NU                                   | 20                                   | 0      | 33      |